# Jeremiah Brown
Jeremiah Brown (født 25. november 1985 i Hamilton, Canada) er en canadisk tidligere roer.
Brown vandt en sølvmedalje ved OL 2012 i London, som del af den canadiske otter. Resten af besætningen bestod af Gabriel Bergen, Douglas Csima, Robert Gibson, Malcolm Howard, Andrew Byrnes, Conlin McCabe, Will Crothers og styrmand Brian Price. Der deltog i alt otte både i konkurrencen, hvor Tyskland vandt guld, mens Storbritannien tog bronzemedaljerne.
Brown vandt desuden en VM-bronzemedalje i otter ved VM 2011 i Slovenien.

## OL-medaljer
- 2012:  Sølv i otter